# BIRGDIN BOARD Corp.
BIRGDIN BOARD Corp.  — це японська компанія, яка займається виробництвом та публікацією манґи. 

## Історія
Компанія BIRGDIN BOARD була заснована у 28 травня 2018 року манґакою Кавадою Макото, більш відомим під псевдонімом Райку Макото. Назва компанії походить від імені головного героя дебютної манґи Райку Макото «BIRD MAN» — Берґдіна Шейкера (яп. バーグディン・シェイカー, Bergdin Shaker).

## Манґа
- Konjiki no Gash!! (яп. 金色のガッシュ!!)
- Dobutsu no Kuni (яп. どうぶつの国)
- VECTOR BALL (яп. ベクターボール)
- Konjiki no Gash!! 2 (яп. 金色のガッシュ!! 2)